# جیمز لنکستر

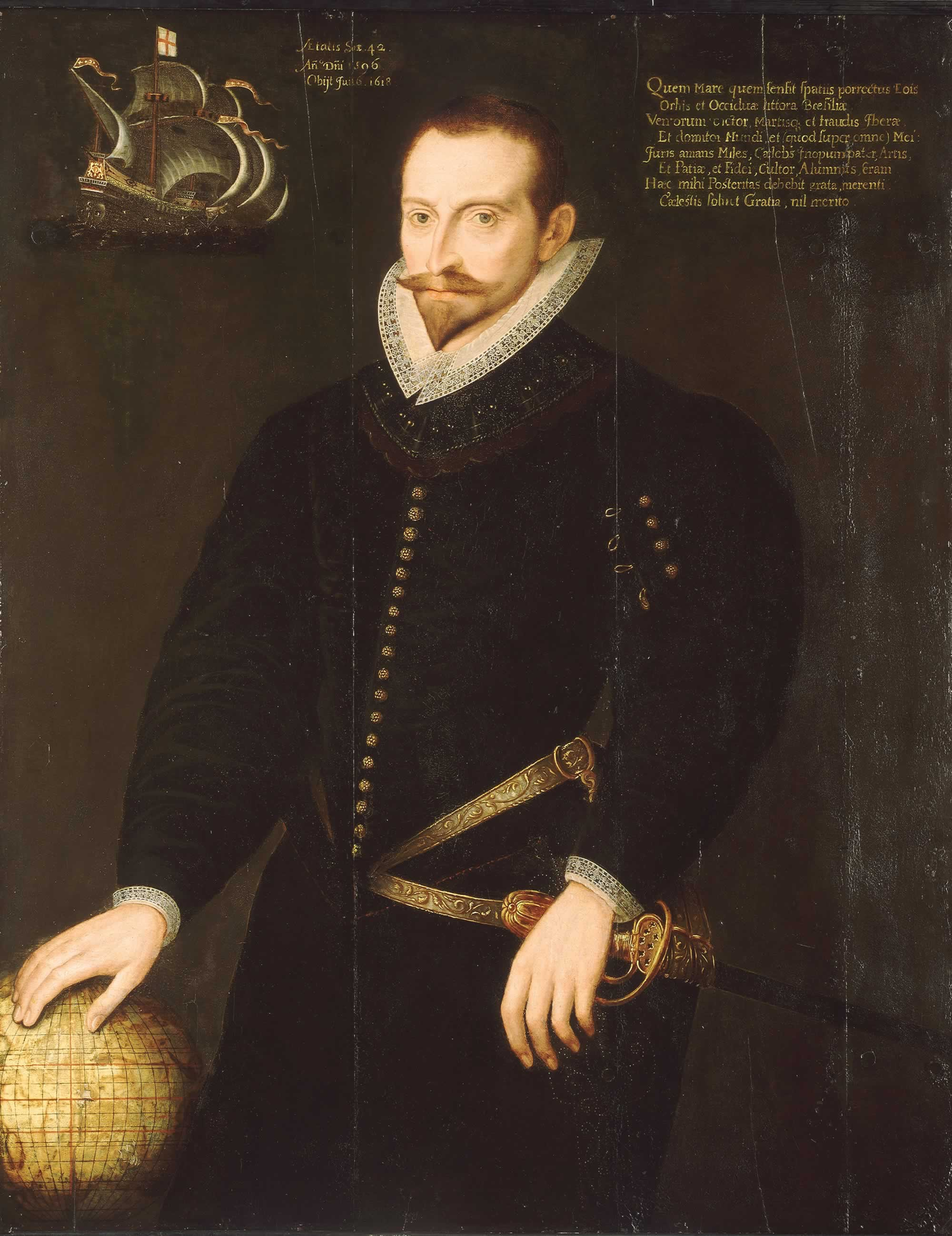
جیمز لنکستر در سال ۱۵۹۶

جیمز لنکستر (به انگلیسی: James Lancaster) (بین سالهای ۶–۱۵۵۴ تا ژوئن ۱۶۱۸ میلادی) فرمانده کشتی تجاری نظامی انگلیسی و یک بازرگان در دوران حکمرانی الیزابت بود.

## زندگی و شغل
لنکستر از بیزینگ‌استوک در همپشر آمده بود. در اوائل زندگی یک سرباز و یک بازرگان در پرتغال بود.
در ۱۰ آوریل سال ۱۹۵۱، لنکستر به همراه جرج ریموند و ساموئل فاکس کرافت، سفر دریایی مهم خود را از توربی در دوون به سمت هند شرقی شروع نمود؛ این ناوگان که از سه کشتی تشکیل شده بود (پنلوپه، مارچنت رویال و ادواردبوناونتورا)، اولین مأموریت هندی برون مرزی انگلیس بود. در روز ۱ اوت ۱۵۹۱ به تیبل بی رسید.
با از دست دادن یکی از کشتی‌ها در روز ۱۲ سپتامبر در کیپ کورانت، ناو گروه با مرمت و تجدید قوای دوباره در زنگبار (فوریه سال ۱۵۹۲)، در ماه مه کانیاکوماری را دور زد، در ماه ژوئن با ورود به پنانگ، به شبه‌جزیره مالایی رسید. تا سپتامبر همان سال، لنکستر در این جزیره باقی ماند.